# Franz von Eick

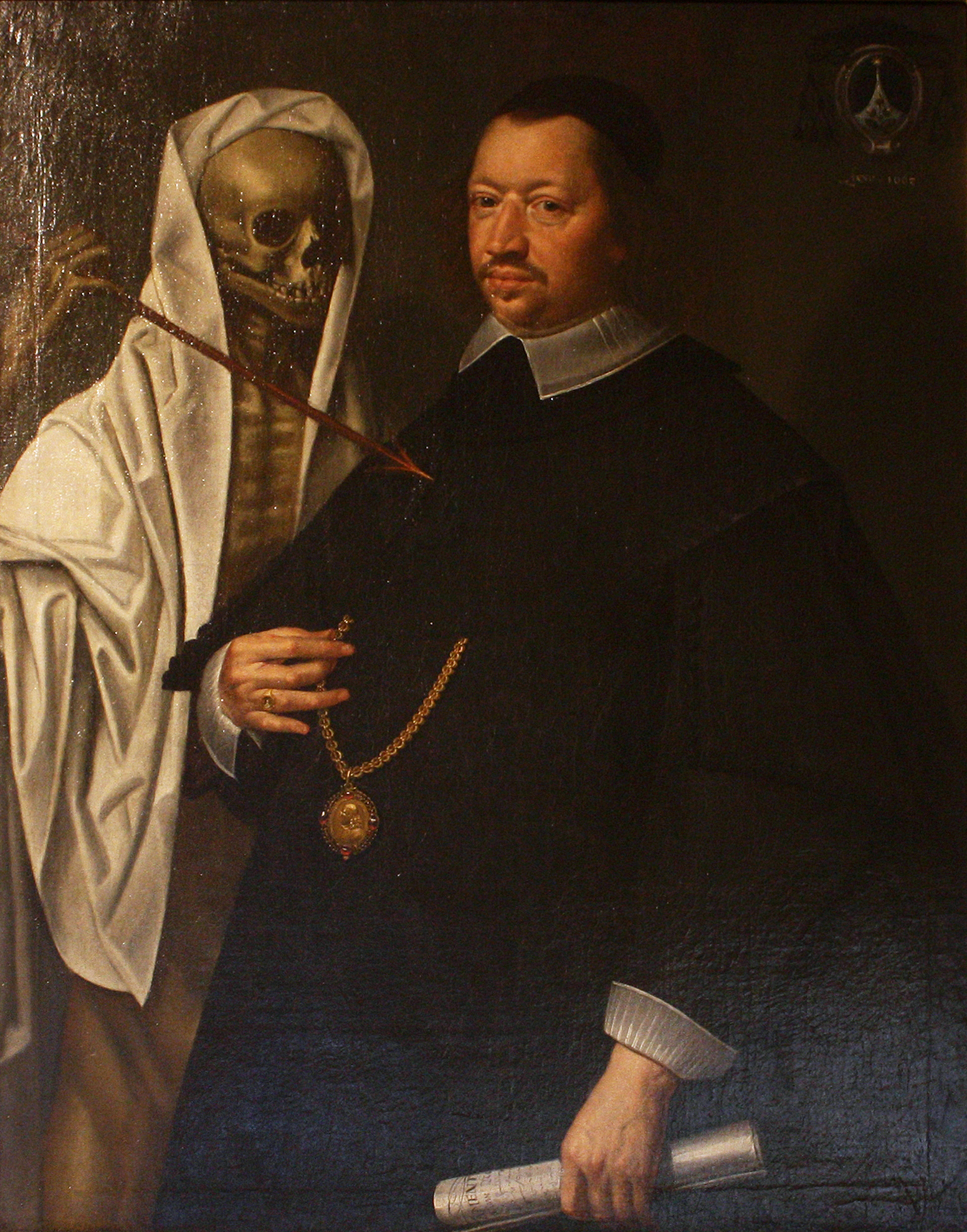
„Franz Eick und der Tod“ (1663)

Franz von Eick (* 1619 in Köln; † 1686 (nach anderer Quelle 1696) ebenda) war Kanoniker des Stiftes St. Gereon. Er promovierte im weltlichen und kirchlichen Recht und lehrte als Professor der juristischen Fakultät an der alten Universität zu Köln.

## Leben

### Jugend und Ausbildung
Franz von Eick war der Sohn des Ludger Eick und dessen Gattin Margarethe, geborene von Kreps. Franz und sein Bruder Constantin verloren 1622 ihre Eltern und die Großeltern Eick/Jabach durch die Pest. Die beiden Waisen wuchsen wahrscheinlich in einem Kölner Kloster auf und wurden durch die dortige religiöse Erziehung derart geprägt, dass beide Brüder später eine geistliche Laufbahn wählten.

### Stiftsherr und Gelehrter
Franz von Eick wurde Kapitularkanoniker an St. Gereon und lehrte von 1662 bis 1686 als Professor Dr. jur. utr. in den Fächern des weltlichen und des kirchlichen Rechtes an der juristischen Fakultät der Universität, zu deren Rektor er 1685 gewählt wurde. Von Eick, wurde wohl spätestens 1663 zum Apostolischen Protonotar ernannt, da ein ihn darstellendes Gemälde, es erhielt den Titel „Franz Eick und der Tod“, sein von einem Protonotarshut (hier in schwarz) bekröntes Wappen zeigt.
Am 12. Juli 1683 wurde von Eick in St. Gereon als Chorepiskopos investiert. In der Folgezeit stifteten er und seine Tante Christina Kreps, Witwe eines Kölner Bürgermeisters, der Gereonskirche eine umfangreiche Restaurierung. Zur Finanzierung der Arbeiten spendeten sie aus privatem Besitz Geld, Gold und Perlen, aber auch Zinseinkünfte, die offenbar von der Stadt Ulm an das Stift abzuführen waren, wurden durch von Eick für den neuen Glanz der Kirche eingesetzt.
Von Eick resignierte in hohem Alter als Kanoniker zugunsten des Kölner Bürgermeistersohnes Wilhelm von den Hoevel († 1714), der durch Papst Innozenz XI. mit dem Kanonikat an St. Gereon ausgestattet wurde. Weitere Stiftungen und Vermächtnisse von Eicks erhielten eine besondere Form der Aufbewahrung, ein Behälter, der als Cista Eickiana bezeichnet wurde.